# Yanjiayu
Yanjiayu (kinesiska: 闫家峪乡, 闫家峪) är en socken i Kina. Den ligger i provinsen Shandong, i den östra delen av landet, omkring 55 kilometer öster om provinshuvudstaden Jinan.
Genomsnittlig årsnederbörd är 818 millimeter. Den regnigaste månaden är juli, med i genomsnitt 300 mm nederbörd, och den torraste är januari, med 6 mm nederbörd.